# Кемське сільське поселення (Нікольський район)
Ке́мське сільське поселення (рос. Кемское сельское поселение) — сільське поселення у складі Нікольського району Вологодської області Росії.
Адміністративний центр — селище Борок.

## Населення
Населення сільського поселення становить 1308 осіб (2019; 1646 у 2010, 2060 у 2002).

## Історія
Станом на 2002 рік існували Верхньокемська сільська рада (село Верхня Кема, присілки Верховино, Веселий Пахар, Всемирська, Демино, Костенево, Костилево, Красавино, Падеріно, Савино, Серпово, Старина, селища Борок, Лантюг, Макаровський) та Нижньокемська сільська рада (село Нікольське, присілки Вороново, Вострово, Земцово, Каїно, Княжево, Путілово, Ямська).
1 квітня 2013 року ліквідовано Верхньокемське сільське поселення (колишня Верхньокемська сільрада) та Нижньокемське сільське поселення (колишня Нижньокемська сільрада), їхні території утворили нове Кемське сільського поселення.
2022 року ліквідовано присілок Вороново.

## Склад
До складу сільського поселення входять:
| Населений пункт         | Населення, осіб (2002) | Населення, осіб (2010) |
| ----------------------- | ---------------------- | ---------------------- |
| Борок, селище           | 965                    | 891                    |
| Верхня Кема, село       | 9                      | 6                      |
| Веселий Пахар, присілок | 0                      | 0                      |
| Верховино, присілок     | 114                    | 100                    |
| Вороново, присілок      | 0                      | 0                      |
| Вострово, присілок      | 4                      | 2                      |
| Всемирська, присілок    | 1                      | 0                      |
| Дьоміно, присілок       | 178                    | 161                    |
| Земцово, присілок       | 2                      | 0                      |
| Каїно, присілок         | 43                     | 31                     |
| Княжево, присілок       | 7                      | 6                      |
| Костенево, присілок     | 12                     | 0                      |
| Костилево, присілок     | 10                     | 0                      |
| Красавино, присілок     | 0                      | 0                      |
| Лантюг, селище          | 119                    | 23                     |
| Макаровський, селище    | 153                    | 83                     |
| Нікольське, село        | 228                    | 189                    |
| Падеріно, присілок      | 5                      | 0                      |
| Путілово, присілок      | 86                     | 79                     |
| Савино, присілок        | 0                      | 0                      |
| Серпово, присілок       | 19                     | 3                      |
| Старина, присілок       | 77                     | 46                     |
| Ямська, присілок        | 28                     | 26                     |